# Poul Krebs

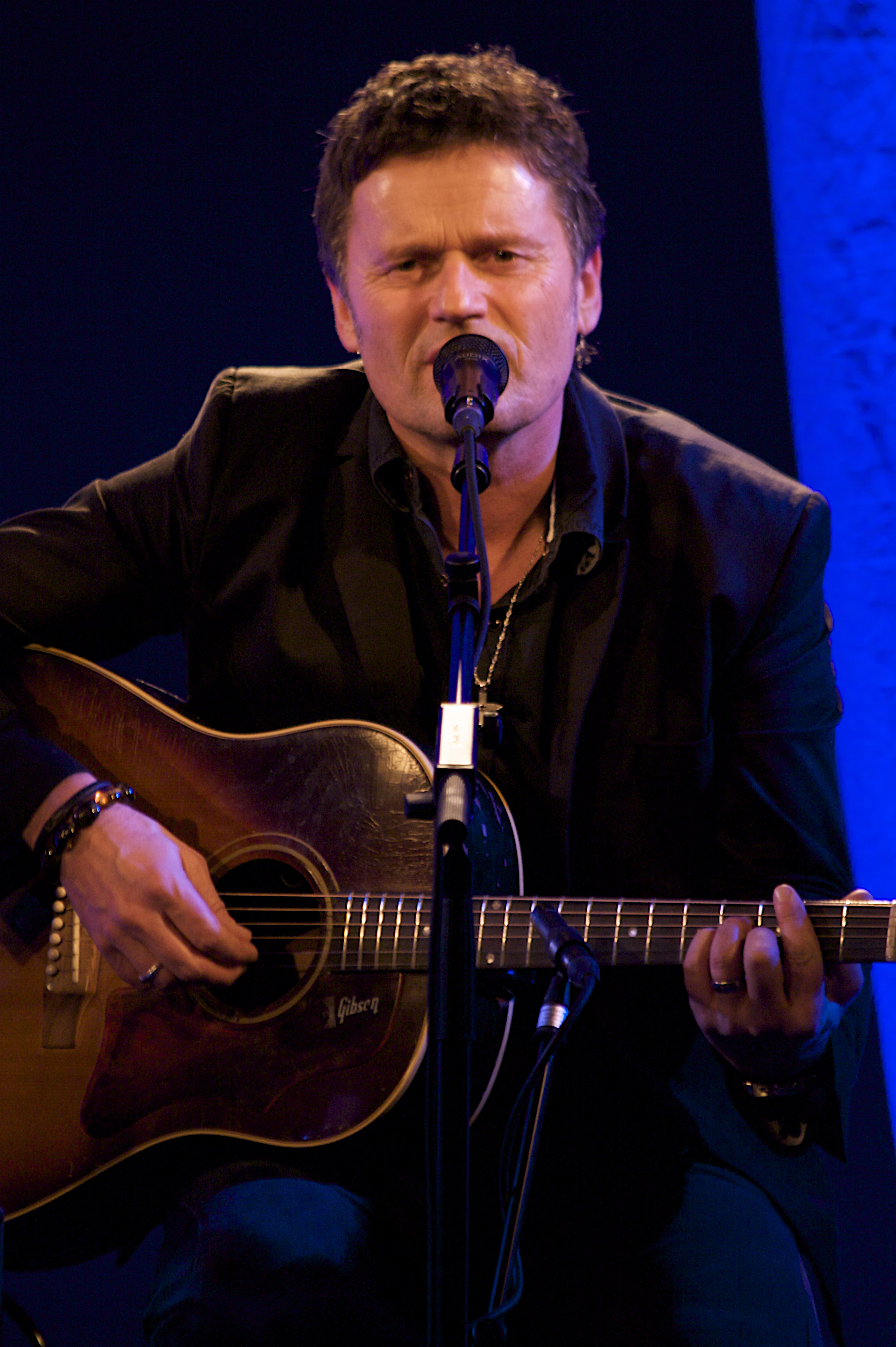
Poul Krebs (2009)

Poul Krebs (* 28. Mai 1956 in Aarhus) ist ein dänischer Rockmusiker und Songschreiber. 1995 kam der Durchbruch mit dem Album Små Sensationer, auf dem sich unter anderem der Hit Sådan nogen som os befindet.

## Karriere
1999 gründete er das Aufnahmestudio Dansebjerg, welches er selbst bis 2016 betrieb und anschließend verkaufte. 2017 nahm er dort sein Nummer-eins-Album Maleren og delfinerne på bugten auf.

## Diskografie

### Alben
- 1979: Krebs Band
- 1982: Efter stormen
- 1984: Nat nu – under stjernerne
- 1988: Hvor gaden blir til sand
- 1989: Langt fra en ordentlig by
- 1990: Fri som et forår
- 1991: Morgendagens tåber
- 1992: Strejfer
- 1993: Dansen, månen og vejen
- 1997: Kosmorama
- 1999: Forbandede vidunderlige tøs

| Jahr | Titel Musiklabel                                 | Höchstplatzierung, Gesamtwochen, AuszeichnungChartsChartplatzierungen (Jahr, Titel, Musiklabel, Platzierungen, Wochen, Auszeichnungen, Anmerkungen) | Anmerkungen                                               |
| Jahr | Titel Musiklabel                                 | DK | Anmerkungen                                               |
| ---- | ------------------------------------------------ | --- | --------------------------------------------------------- |
| 1995 | Små sensationer                                  | DK5 ×7Siebenfachplatin · (… Wo.)DK | Charteinstieg: 2025                                       |
| 2000 | Det minder lidt om eventyr Pladecompagniet       | DK15 (18 Wo.)DK | Erstveröffentlichung: 19. Oktober 2000 Kompilation        |
| 2002 | Striber af lys Pladecompagniet                   | DK1 Platin · (12 Wo.)DK | Erstveröffentlichung: 15. Juni 2002                       |
| 2003 | Usund skepsis Pladecompagniet                    | DK3 Gold · (5 Wo.)DK | Erstveröffentlichung: 15. Juni 2003                       |
| 2004 | På en god dag - Live CMC                         | DK3 Platin · (18 Wo.)DK | Erstveröffentlichung: 11. Oktober 2004 Livealbum          |
| 2006 | Ku den næste dans blive min? CMC                 | DK1 Gold · (14 Wo.)DK | Erstveröffentlichung: 1. September 2006                   |
| 2007 | Signatur Sony BMG                                | DK4 (4 Wo.)DK | Erstveröffentlichung: 22. Oktober 2007 Boxset             |
| 2009 | Angeleno Road RecArt                             | DK2 (16 Wo.)DK |                                                           |
| 2011 | Magnolia Tales KrebsFalch                        | DK5 (5 Wo.)DK | Erstveröffentlichung: 22. März 2011                       |
| 2011 | Der er noget ved alting ArtPeople                | DK15 (2 Wo.)DK | Erstveröffentlichung: 7. November 2011                    |
| 2013 | Asfalt ArtPeople                                 | DK1 Gold · (22 Wo.)DK | Erstveröffentlichung: 24. Februar 2013                    |
| 2014 | Sådan nogen som os - Og alle de andre Sony Music | DK2 Gold · (10 Wo.)DK | Erstveröffentlichung: 3. November 2014                    |
| 2015 | Tomandshånd ArtPeople                            | DK3 (13 Wo.)DK | Erstveröffentlichung: 13. November 2015 mit Michael Falch |
| 2017 | Maleren og delfinerne på bugten                  | DK1 (2 Wo.)DK | Erstveröffentlichung: 29. September 2017                  |
| 2020 | Ingen Ggænser for kærlighed                      | DK6 (2 Wo.)DK | Erstveröffentlichung: 28. Februar 2020                    |
| 2022 | Sange til natten                                 | DK4 (4 Wo.)DK | Erstveröffentlichung: 4. Februar 2022                     |
| 2023 | Sidste Sommer - Live fra Friheden                | DK31 (1 Wo.)DK | Erstveröffentlichung: 27. Januar 2023 Livealbum           |

### Singles (Auswahl)
- 1995: Sådan nogen som os (DK: Platin)
- 1995: Morrison, Dylan og Elvis (DK: Gold)
- 1997: Johnny Han Var Lige Ved At Blive Sindsyg (DK: Gold)